# Ribera (Huesca)
Ribera es una localidad española perteneciente al municipio de Montanuy, en la Ribagorza, provincia de Huesca (Aragón). Se encuentra dentro del valle del Baliera. Hasta 1966 perteneció al término municipal de Castanesa, pero en la década de 1970 pasó a Montanuy.

## Monumentos
- Casa Carrera o Ballarín, del siglo XVIII.[1][2]